# Plaster (banda)
Plaster es un trío de nu jazz originario de Montreal (Quebec, Canadá) formado en 2001 por Jean-Philippe Goncalves y Alex McMahon, al que posteriormente se unió François Plante. Su sonido ha sido comparado con diversos artistas, tales como Amon Tobin, Kruder & Dorfmeister y Medeski Martin and Wood.
El primer álbum del trío  titulado First Aid Kit, fue lanzado el 10 de noviembre de 2005, siendo acreedor el año 2006 de los premios ADISQ en la categoría Mejor álbum de música electrónica o techno (del francés: Album de l'année - Musique électronique ou Techno).

## Historia
El teclista Alex McMahon y el percusionista Jean-Philippe Goncalves (perteneciente también a Afrodizz y Beast) se conocieron mientras asistían al Cégep de Drummondville (institución de educación con programas técnicos y preuniversitarios), formando la banda Plaster el año 2001. Un año después, el bajista François Plante (también perteneciente a Afrodizz) se les une.
Su nombre, deriva del argot quebequense asociado a un apósito adhesivo y su sonido ha sido descrito como una mezcla de nu jazz, funk, y drum and bass; sin embargo, Goncalves ha planteado en algunas entrevistas que el término "nu jazz" es algo peyorativo y describe su sonido más bien como "electro-chunky-jam".
Su sonido es a veces atmosférico, similar a un soundtrack de película; en este contexto, en una entrevista del año 2005 con la publicación Montreal Gazette, McMahon señaló que Plaster estaba interesado en componer algún soundtrack, pero que la banda aún esperaba alguna propuesta. Sus presentaciones en vivo son improvisaciones y han sido descritas como poseedoras de una energía roquera, mientras que según lo que consigna la biografía de la banda en su sitio oficial, sus sonidos están inspirados en la música de Amon Tobin, The Herbaliser, Jazzanova, The Cinematic Orchestra, y Medeski Martin and Wood.

## Discografía
| Disco          | Discográfica    | Año  | Lanzamiento        |
| -------------- | --------------- | ---- | ------------------ |
| First Aid Kit  | Label Parallell | 2005 | 2005               |
| Let It All Out | Vega Musique    | 2012 | 15 de mayo de 2012 |